# Azzajt
Azzajt (arab. عزيت) – wieś w Syrii, w muhafazie Tartus. W 2004 roku liczyła 916 mieszkańców.